# Pierre Allorge
Pierre Allorge fue un botánico francés, especialista en criptogámicas (12 de abril de 1891 , París - 21 de enero de 1944).
Fue nombrado miembro de la Société Botanique de France, donde llegó a presidente en 1913.
Presentó su tesis de doctorado en Ciencias naturales, titulada « Les Associations végétales du Vexin français» , en la Universidad de París el 24 de noviembre de 1922, donde el presidente del jurado fue Gaston Bonnier.
Fue profesor titular de la cátedra de Criptogámicas en el Museo Nacional de Historia Natural de Francia a partir de 1933.
En 1924, fundó la revista Revue algologique con Gontran Hamel (1883-1944).

## Algunas publicaciones
- Les Bombements de Sphaignes, milieu biologique, 1927
- Brystheca Iberica, 1928
- Clés des mucorinées, 1939
- Essai de bryogéographie de la Péninsule Ibérique, 1947
- Essai de géographie botanique des hauteurs de l'Hautie et de leurs dépendances, mémoire présenté à la Faculté des sciences de Paris pour l'obtention du diplôme d'études supérieures (botanique), 1913
- Les êtres vivants, 1937
- Études sur la flore et la végétation de l'ouest de la France. II. Remarques sur quelques associations végétales du massif de Multonne. Concentration en ions II dans la bruyère à Sphaignes, 1926
- Matériaux pour la flore des algues d'eau douce de la Péninsule Ibérique. I. Hétérocontes, Euchlorophycées et Conjuguées de Galice, 1930
- La Végétation et les groupements muscinaux des montagnes d'Algésiras, 1945

- La abreviatura «P.Allorge» se emplea para indicar a Pierre Allorge como autoridad en la descripción y clasificación científica de los vegetales.[2]